# Chamaloc
Chamaloc – miejscowość i gmina we Francji, w regionie Owernia-Rodan-Alpy, w departamencie Drôme.
Według danych na rok 1990 gminę zamieszkiwały 93 osoby, a gęstość zaludnienia wynosiła 4 osób/km² (wśród 2880 gmin regionu Rodan-Alpy Chamaloc plasuje się na 1528. miejscu pod względem liczby ludności, natomiast pod względem powierzchni na miejscu 385.).